# Via Bankova
Via Bankova, o via della Banca (in ucraino Банкова вулиця?, in russo Банковая улица?), è una delle principali arterie cittadine nel Distretto di Pečers'ka a Kiev in Ucraina.

## Storia

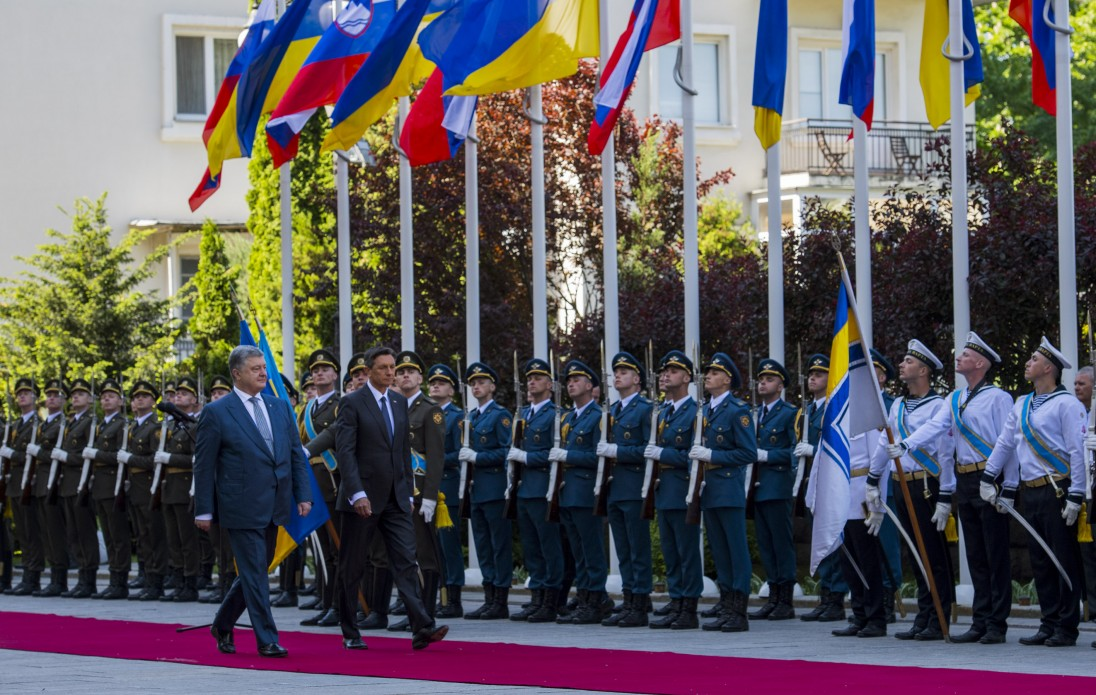
Visita di Stato del Presidente della Slovenia, 11 maggio 2018

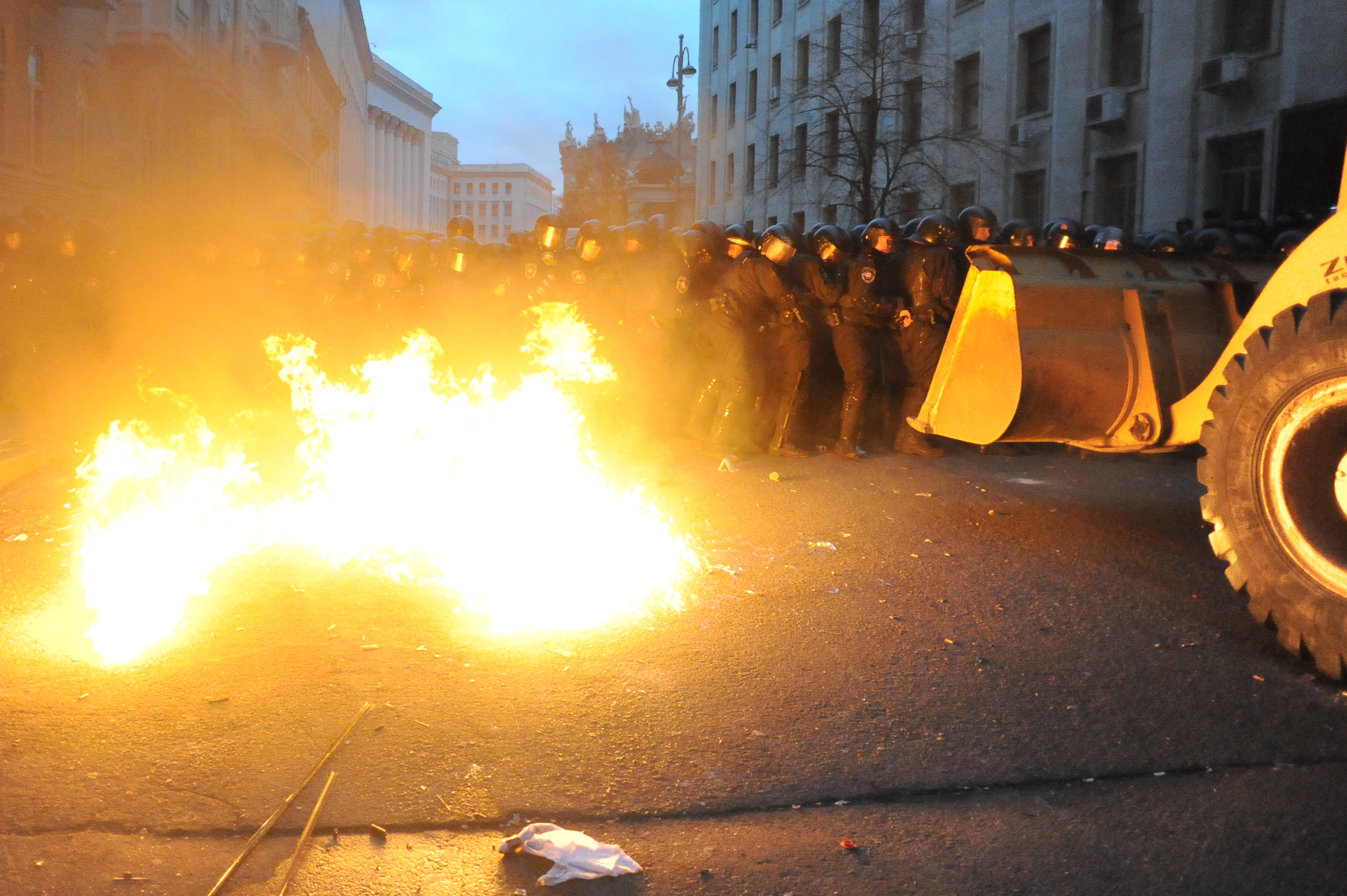
Manifestazioni di piazza nel dicembre 2013

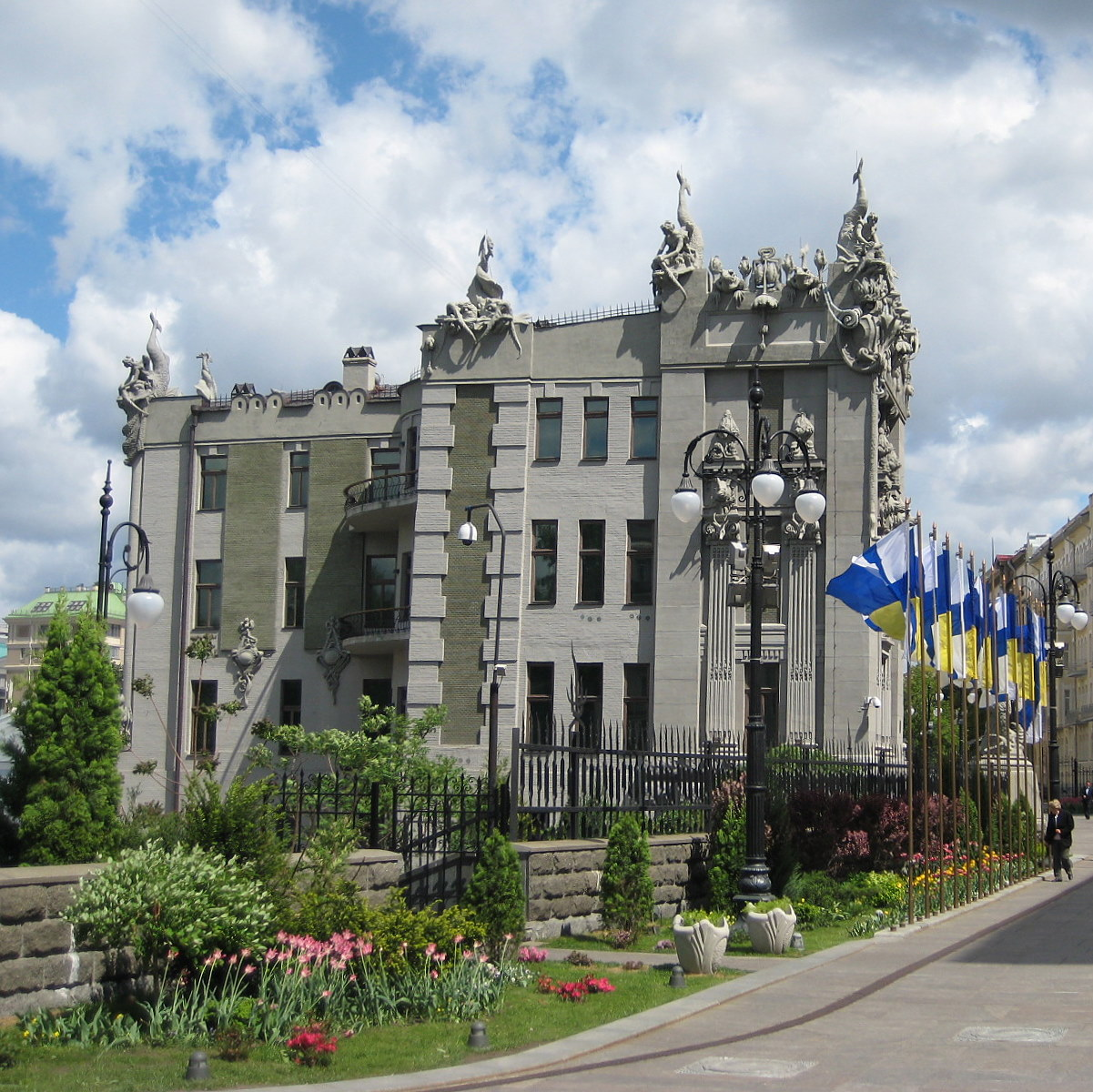
Casa delle Chimere

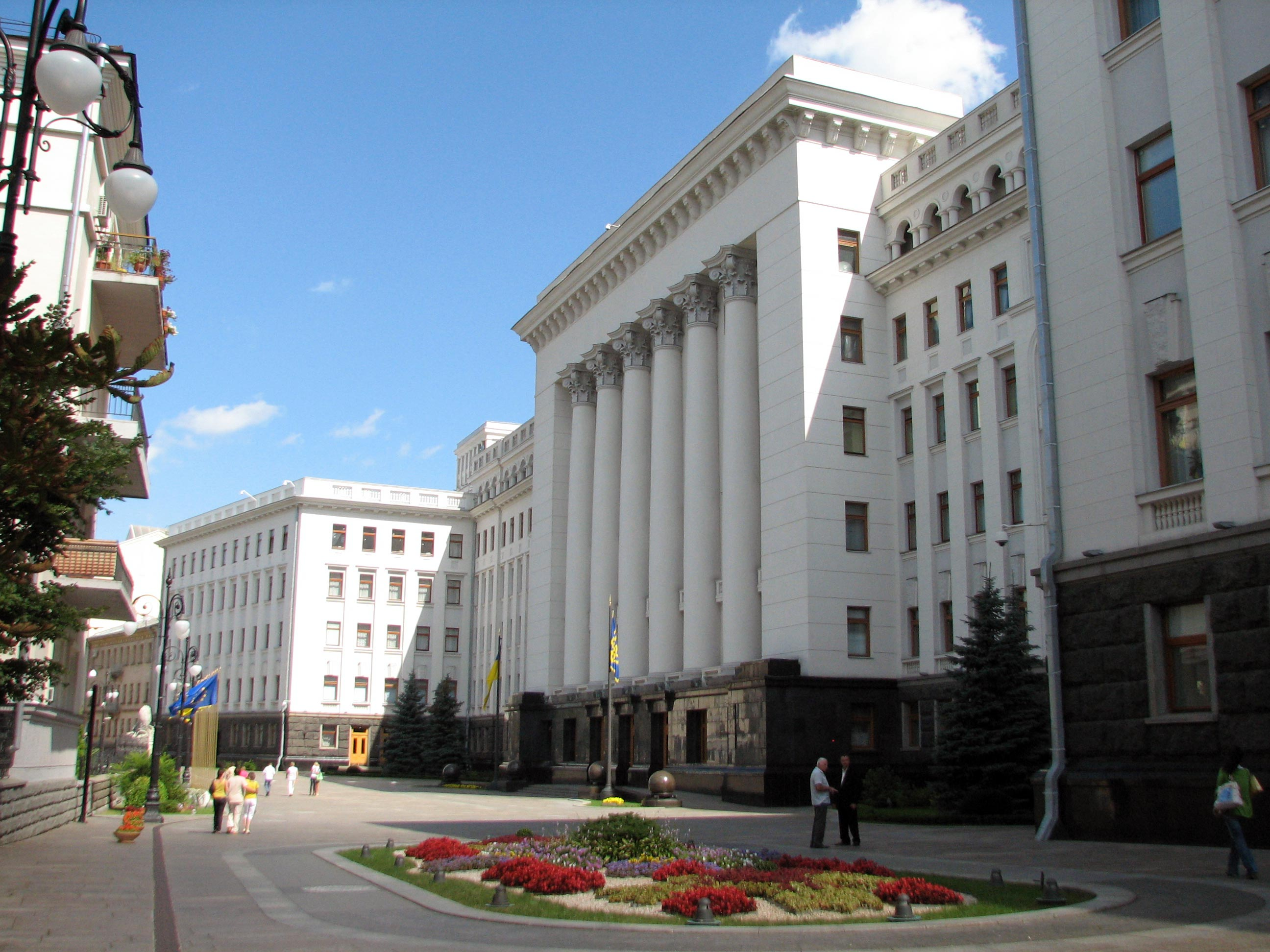
Ufficio presidenziale dell'Ucraina

L'arteria cittadina risale al 1870 circa e nel corso degli anni assunse vari nomi.
Fu Комуністична (Comunista) dal 1919 al 1938 e durante la seconda guerra mondiale fu chiamata Bismarck Strasse.
Riprese il nome originale a partire dal 1992 che ebbe perché nel 1840 vi si trovava la Banca di Stato di Kiev, in seguito trasferita altrove.
Per la sua importanza e posizione è sede di manifestazioni ufficiali e anche di proteste della popolazione.

## Descrizione
La parte meridionale della strada è ad accesso limitato e con posti di blocco attorno all'amministrazione presidenziale ed è isola pedonale. L'accesso al piccolo parco della Casa delle Chimere è reso possibile grazie a scale perché si trova in posizione leggermente inferiore.
Sotto la via vi sono passaggi sotterranei che collegano le principali istituzioni statali del paese e che esistono sin dai tempi dell'URSS.

## Monumenti e luoghi d'interesse
Lungo la via sono presenti vari edifici e luoghi di interesse. 
- Casa delle Chimere.[3]
- Sede dell'Ufficio presidenziale dell'Ucraina.[4]